# 福岡市立友泉中学校
福岡市立友泉中学校（ふくおかしりつゆうせんちゅうがっこう）とは、福岡県福岡市中央区笹丘にある公立中学校。

## 沿革
- 1957年4月 友泉中学校設置
- 1957年4月 福岡市立城西中学校を一部借用し、開校
- 1957年4月 新校舎移転
- 1957年6月 PTA結成
- 1962年4月 福岡市立平尾中学校開校に伴う校区分けで小笹町・小笹団地の1、2年分離
- 1962年7月 テニスコート新設
- 1962年10月 相撲場竣工
- 1964年11月 講堂兼体育館建設地鎮祭
- 1967年2月 校門落成
- 1970年4月 福岡市立長尾中学校創設のため一部生徒分離
- 1972年8月 プール竣工
- 1985年4月 福岡市立片江中学校創設のため一部生徒分離
- 1986年2月 柔剣道場落成
- 1994年9月 機械警備開始
- 1995年3月 パソコン教室竣工
- 1998年8月 インターネット設置
- 2000年7月 校舎大規模改修
- 2001年8月 校舎大規模改修
- 2002年7月 校舎大規模改修
- 2003年8月 運動場改良工事

## 交通
- 西鉄バス友泉中学校前バス停から徒歩1分

## 部活動
- ソフトテニス部(男子・女子)
- 剣道部(男子・女子)
- 軟式野球部(男子)
- 陸上部
- バスケット部(男子・女子)
- 卓球部(男子・女子)
- ソフトボール部(女子)
- バレー部(男子・女子)
- サッカー部（男子）
- 美術部
- 放送部
- 演劇部
- 吹奏楽部
- 国際交流部

## その他
- 校章は桜の花で「美と健全」を象徴したもの
- 学級数と在籍生徒数　 (H29.11.02.現在) 　
  - 第1学年　8学級　男子150名　女子111名　計261名　
  - 第2学年　8学級　男子149名　女子139名　計288名
  - 第3学年　7学級　男子155名　女子124名　計279名

## 卒業生
- KAN
- 今田美桜